# 2004年太平洋生命公開賽
2004年太平洋生命公開賽于2004年3月8日至3月22日在美國印第安維爾斯舉行，是第28屆賽事，也稱印地安泉大師賽，ATP是大師系列賽，WTA是一級錦標賽。

## 冠軍
单打列出冠亚军以及决赛比分，双打列出冠军组合。

### 男子單打
決賽： 羅傑·費德勒 擊敗  蒂姆·亨曼（6–3, 6–3）
- 這是羅傑·費德勒職業生涯第14個單打冠軍。

### 女子單打
決賽： 賈斯汀·海寧 擊敗  林赛·达文波特（6–1, 6–4）
- 這是賈斯汀·海寧職業生涯第18個單打冠軍。

### 男子雙打
決賽： 阿诺·克莱門特 /  塞巴斯蒂安·格罗斯让

### 女子雙打
決賽： 比希尼婭·魯阿諾·帕斯夸爾 /  保拉·蘇亞雷斯

## 外部連結
- 官方網站